# Mylohyus
Mylohyus (лат.) — род вымерших парнокопытных из семейства пекариевых (Tayassuidae). Жил с миоцена по начало голоцена (10,3—0,012 млн лет назад) на территории современных США. Это были наземные растительноядные животные.
Выделяют пять видов, наиболее известный из которых Mylohyus nasutus. Представители рода были немного крупнее любого современного пекари, их предполагаемая масса составляла 68 кг.

## Виды
На январь 2024 года в род включают 5 вымерших видов:
- †Mylohyus elmorei White, 1942
- †Mylohyus floridanus Kinsey, 1974
- †Mylohyus fossilis Leidy, 1860
- †Mylohyus longirostris Thorpe, 1924
- †Mylohyus nasutus Leidy, 1868